# 보즈로즈데니야섬
보즈로즈데니야섬(러시아어: Остров Возрождения, 카자흐어: Возрождение аралы, 우즈베크어: Vozrojdeniye oroli)은 아랄해에 있던 옛 섬으로서 카자흐스탄과 우즈베키스탄에 걸쳐 있다. 섬 이름은 러시아어로 "환생의 섬"이라는 뜻이다. 1954년에 소련이 이 섬에 아랄스크-7(Aralsk-7)이라는 생물무기 실험장을 설치했고 이웃한 콤소몰스키섬에도 설치했는데 이 실험장은 오늘날에는 존재하지 않는다.

## 지리

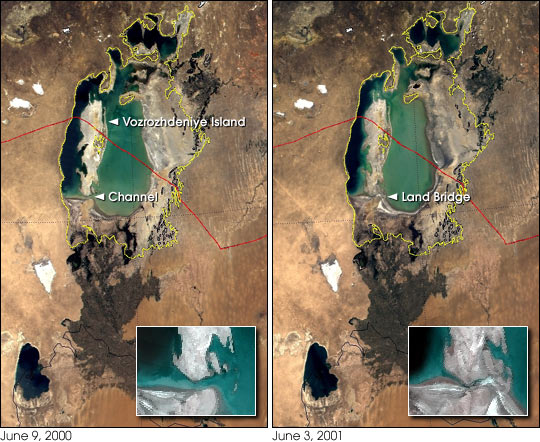
보즈로즈데니야섬은 2001년 중반에 더 이상 섬이 아니라 본토와 연결되었다.

보즈로즈데니야섬의 성장과 소멸의 연표

보즈로즈데니야섬은 한때 작은 섬이었는데 19세기에는 200km2에 불과했다. 그러나 1960년대 소련이 농업 프로젝트를 위해 강을 댐으로 막으면서 아랄해가 말라가기 시작하면서 섬 규모가 커지기 시작했다. 아랄해의 축소는 시간이 지나면서 가속화되었고 퇴조하는 물은 잠시 보즈로즈데니야섬을 2,300km2의 면적을 가진 세계 제2의 민물섬으로 만들었다. 2001년 중반의 마지막 날에 보즈로즈데니야섬은 이 섬이 본토에 합류할 정도로 남아랄해가 말라가면서 반도가 되었다. 2008년에 동남아랄해가 사라지면서 보즈로즈데니야섬은 그야말로 주변 육지의 일부였고 2014년경에는 광활한 아랄쿰 사막 안에 위치한 육지의 일부가 되었다.

## 역사
1848년부터 1849년 사이에 러시아 아랄해 해상 원정대는 해군 장교 겸 수사관인 A. I. 부타코프가 지휘하는 스쿠너 '콘스탄틴'을 조직했다. 특히 우크라이나 출신의 시인인 타라스 셰우첸코는 이 원정대에 소속된 예술가 가운데 한 사람으로 활동하기도 했다. 이 과정에서 니콜라이 1세섬, 콘스탄틴섬, 나슬레드니크섬을 비롯한 차르 제도가 발견되었다. 소련 시대에 니콜라이 1세섬은 보즈로즈데니야섬으로 개명되었다.
1920년대에 붉은 군대의 지도자들은 생물무기를 발견, 생산, 실험하기 위한 과학·군사 단지를 건설하기에 적합한 장소를 찾고 있었는데 그러한 단지의 이상적인 위치는 해안에서 5 ~ 10km 정도 떨어진 비교적 큰 섬일 것이라고 판단했다. 초기에 논의된 장소는 바이칼호가 있었으나 백해에 위치한 솔로베츠키 제도, 셀리게르호에 위치한 고로돔랴섬, 아랄해에 위치한 보즈로즈데니야섬으로 좁혀졌다. 러시아 내전, 1936년부터 1941년까지 이 단지를 건설하던 과정에서 겪은 여러 차례의 실패는 소련이 다른 나라와의 국경에서 멀리 떨어진 곳에 그러한 단지를 건설해야 한다는 결론으로 이어졌다. 소련의 국경 안에 위치한 아랄해의 한가운데에 있는 보즈로즈데니야섬의 위치는 이러한 고려를 충족시켰다.
1948년에는 탄저, 천연두, 페스트, 브루셀라증, 야토병 등 다양한 작용제를 실험한 소련의 최고급 비밀 생물무기 연구소가 보즈로즈데니야섬에 설립되었다. 1954년에는 부지가 확장되어 여러 가지의 치명적인 질병의 발견과 효과를 시험하는 임무를 맡은 소련의 생물전 그룹의 주요 실험실 및 시험 장소 가운데 하나인 "아랄스크-7"(Aralsk-7)으로 명명되었다.

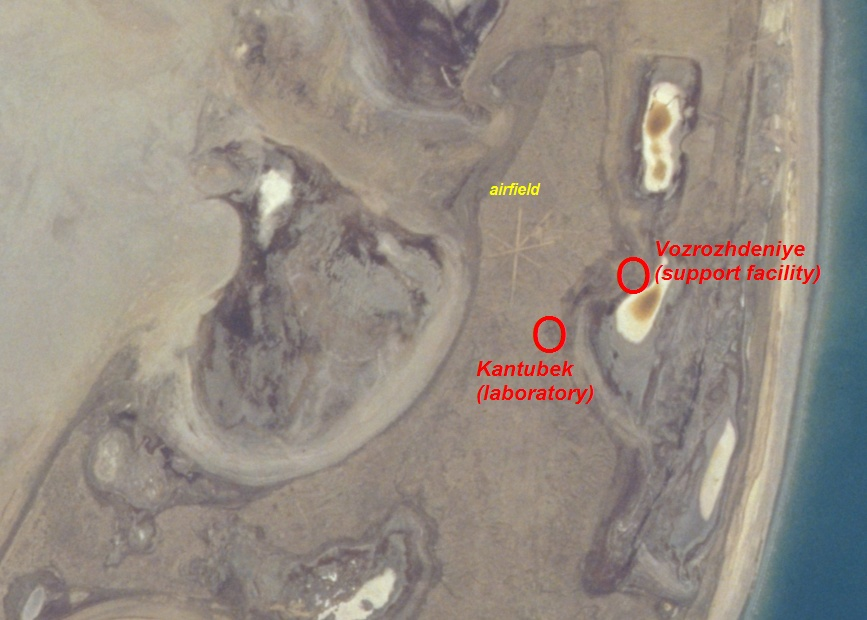
보즈로즈데니야섬의 유령도시, 칸투벡

1971년에는 섬에서 무기화된 천연두가 우연히 유출되어 10명이 감염되었고 이 가운데 3명이 사망했다. 1990년대에는 옛 소련의 생물무기 프로그램 책임자인 켄 알리베크를 비롯한 소련 출신 망명자들에 의해 섬의 위험성이 전파되었다. 공개된 문서에 따르면 아랄스크-7에서는 탄저 포자, 가래톳페스트 간균을 무기로 만들어 단지 내에 보관했다고 한다. 이 단지에서 근무하는 과학자들과 직원들이 살았던 섬의 주요 도시는 오늘날 폐허가 된 칸투베크(Kantubek)였는데 한때 약 1,500명의 주민이 살고 있었다. 소련이 부여한 이 도시의 공식 명칭은 무기고 그 자체와 같은 아랄스크-7(Aralsk-7)이었다. 여기에는 아랄스크-7 소셜 클럽, 경기장, 학교 2곳, 상점 2곳으로 구성된 간단한 기반 시설이 설치되어 있었다. 칸투베크 근처에는 독특한 비행장인 "바르한"(Barkhan)이 설치되어 있었다. 이 곳은 소련에서 유일하게 활주로 4개가 설치된 비행장으로서 별 모양의 광채가 교차하는 문양을 띠고 있었다. 섬의 날씨는 매우 자주 바뀌어서 날씨와 풍향에 따라 비행기가 4개의 활주로 가운데 하나에 착륙했다.
아랄스크-7은 소련의 붕괴 이후에 1991년 11월에 폐쇄되었다. 보즈로즈데니야섬에 살던 모든 주민들은 몇 주 동안에 걸쳐 섬을 떠났다. 민군 기반 시설은 버려졌고 칸투벡은 유령 도시가 되었다. 생물학적 작용제를 보관하는 용기의 상당수는 제대로 보관되지 않았거나 파괴되었으며 지난 10년 동안에 걸쳐 이러한 용기의 상당수가 유출되었다. 2002년에는 우즈베키스탄의 지원을 받아 미국이 조직하고 자금을 지원하는 프로젝트를 통해 10곳의 탄저균 매몰지가 제염되었다.

## 대중 문화에서의 등장
보즈로즈데니야섬에 있던 유적과 실험실은 소설과 비디오 게임에 등장했다. 비디오 게임 《커맨드 앤 컨커: 제너럴》에서 보즈로즈데니야섬은 미국의 점령하에 있지만 가상의 지구 해방군이 접수했다. 비디오 게임 《콜 오브 듀티: 블랙 옵스》에서는 이 지역과 옛 생물무기 기지, 실험실에서 임무를 수행하는 모습이 등장한다. 소설 《홈 팀: 무기 등급》(The Home Team: Weapons Grade)에서는 이 책에 등장하는 악당들이 테러 음모에 사용하기 위해 보즈로즈데니야섬에서 11km 정도 떨어진 즉석 폐기장에서 2미터톤에 달하는 "탄저균 836호"(Anthrax 836)를 발견한다.